# Китка (резерват)
Вижте пояснителната страница за други значения на Китка.
Китка е резерват в Беленската островна група на река Дунав в България.

## Основаване и статут
Обявен е за резерват с обща площ 27,59 хектара със Заповед № 1106 на Комитета за опазване на природната среда при Министерски съвет от 02.12.1981 година, с цел опазването на растителността – върбови и тополови гори, в нейния естествен вид. Друга причина за обявяването на резервата е това, че са установени морски орли (Halliaeetus albicilla) на територията на днешния резерват.

## Местоположение
Резерватът се намира в северната част на остров Белене на река Дунав, в Област Плевен. Площта на резервата е 25,4 хектара. В непосредствена близост е до поддържан резерват „Персински блата“.